# Wielki Ustiug
Wielki Ustiug (ros. Великий Устюг) – miasto w Rosji w obwodzie wołogodzkim, nad Suchoną.
Miasto znane od 1207 roku. Liczba mieszkańców w 2006 roku wynosiła ok. 32,4 tys.

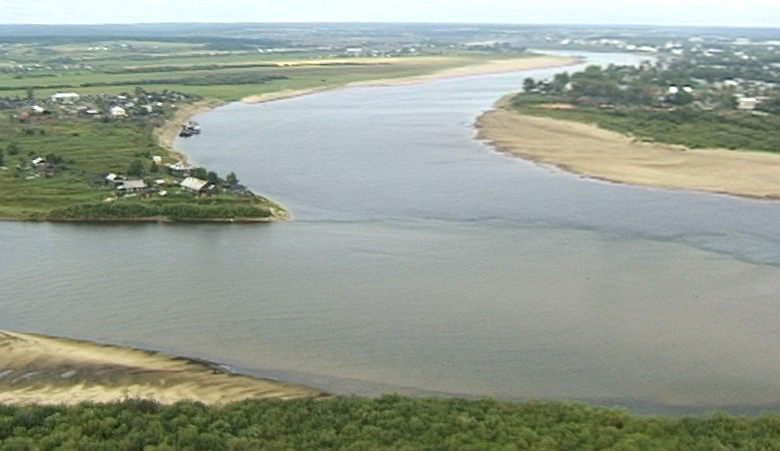
Połączenie rzeki Jug z Suchoną

Jest pierwowzorem fikcyjnego miasta Wielki Guslar znanego z twórczości Kira Bułyczowa. Uważane również za siedzibę Dziadka Mroza.